# William Collum
William Collum (Glasgow, 1979. január 18. –) skót nemzetközi labdarúgó-játékvezető.

## Pályafutása
A játékvezetésből 1993-ban Glasgowban vizsgázott. Vizsgáját követően a Glasgowi labdarúgó-szövetség által üzemeltetett labdarúgó bajnokságokban kezdte sportszolgálatát. A SFA Játékvezető Bizottsága (JB) minősítésével 2000-ben lett országos, 2000–2008 között a Football League, 2005-től a Premiership bírója. Első Football League mérkőzését 2004 novemberében, első Premiership találkozója 2006 áprilisában vezette. Küldési gyakorlat szerint rendszeres 4. bírói szolgálatot is végez. Premiership mérkőzéseinek száma: 201 (2005. 4. 15.–2016. 8. 7.). Vezetett kupadöntők száma: 3.
| Időpont            | Helyszín                 | Mérkőzés típusa                 | Mérkőzés                           | Eredmény | Nézők száma |
| ------------------ | ------------------------ | ------------------------------- | ---------------------------------- | -------- | ----------- |
| 2006. április 15.  | Falkirk Stadion, Falkirk | első Premiership mérkőzése      | Falkirk FC–Dunfermline Athletic FC | 0 – 0    | 5413        |
| 2010. október 24.  | Hampden Park, Glasgow    | Skót labdarúgó-szuperkupa döntő | Celtic FC–Glasgow Rangers          | 1 – 3    |             |
| 2012. március 18.  | Hampden Park, Glasgow    | Skót labdarúgó-ligakupa döntő   | Celtic FC–Kilmarnock FC            | 0 – 1    | 49 572      |
| 2013. május 26.    | Hampden Park, Glasgow    | Skót labdarúgókupa döntő        | Hibernian FC–Celtic FC             | 0 – 3    | 51 254      |
| 2016. augusztus 7. | McDiarmid Park, Perth    | utolsó Premiership mérkőzése    | St. Johnstone FC–Aberdeen FC       |          |             |

A Skót labdarúgó-szövetség JB terjesztette fel nemzetközi játékvezetőnek, a Nemzetközi Labdarúgó-szövetség (FIFA) 2006-tól tartotta-tartja nyilván bírói keretében. A FIFA JB központi nyelvei közül az angolt beszéli. Több nemzetek közötti válogatott (Labdarúgó-világbajnokság, Labdarúgó-Európa-bajnokság), illetve Intertotó-kupa, UEFA-kupa, Európa-liga, és UEFA-bajnokok ligája klubmérkőzést vezetett. 2010-től az UEFA JB besorolása szerint a mester, 2012-től a 24 fős elit kategóriába tevékenykedik. A  skót  nemzetközi játékvezetők rangsorában, a világbajnokság-Európa-bajnokság sorrendjében a 2. helyet foglalja el 16 találkozó szolgálatával (2016. június 21.). Európában a legtöbb válogatott mérkőzést vezetők rangsorában többed magával, 26 (2007. november 17.– 2016. június 21.) találkozóval tartják nyilván. Vezetett kupadöntők száma: 1.
A 2010-es labdarúgó-világbajnokságon, valamint a 2014-es labdarúgó-világbajnokságon a FIFA JB bíróként alkalmazta. Selejtező mérkőzéseket az UEFA  zónában vezetett.
| Időpont             | Helyszín                     | Mérkőzés típusa                     | Mérkőzés                | Eredmény | Nézők száma |
| ------------------- | ---------------------------- | ----------------------------------- | ----------------------- | -------- | ----------- |
| 2008. október 11.   | Olimpiai Stadion, Helsinki   | (2010 vb) előselejtező (4. csoport) | Finnország–Azerbajdzsán | 1 – 0    | 22 124      |
| 2009. szeptember 9. | Ljudski VRT Stadion, Maribor | (2010 vb) előselejtező (3. csoport) | Szlovénia–Lengyelország | 3 – 0    | 10 226      |
| 2012. október 16.   | Pasienky Stadion, Pozsony    | (2014 vb) előselejtező (G. csoport) | Szlovákia–Görögország   | 0 – 1    | 7494        |
| 2013. június 7.     | Qemal Stafa Stadion, Tirana  | (2014 vb) előselejtező (E. csoport) | Albánia–Norvégia        | 1 – 1    | 15 600      |
| 2013. október 15.   | Friends Arena, Solna         | (2014 vb) előselejtező (C. csoport) | Svédország–Németország  | 3 – 5    | 49 251      |

A 2011-es U20-as labdarúgó-világbajnokságon a FIFA JB hivatalnokként foglalkoztatta.
| Időpont            | Helyszín                       | Mérkőzés típusa              | Mérkőzés               | Eredmény | Nézők száma |
| ------------------ | ------------------------------ | ---------------------------- | ---------------------- | -------- | ----------- |
| 2011. július 30.   | Pascual Guerrero Stadion, Cali | csoportmérkőzés (B. csoport) | Kamerun–Új-Zéland      | 1 – 1    | 35 276      |
| 2011. augusztus 3. | Központi Stadion, Armenia      | csoportmérkőzés (D. csoport) | Szaúd-Arábia–Guatemala | 6 – 0    | 8861        |

A 2006-os U17-es labdarúgó-Európa-bajnokságon az UEFA JB hivatalnokként foglalkoztatta.
| Időpont         | Helyszín                             | Mérkőzés típusa              | Mérkőzés                                                             | Eredmény |
| --------------- | ------------------------------------ | ---------------------------- | -------------------------------------------------------------------- | -------- |
| 2006. május 3.  | John Grün Stadion, Mondorf-les-Bains | csoportmérkőzés (A. csoport) | Magyarország–Oroszország                                             | 0 – 1    |
| 2006. május 5.  | Op Flohr Stadion, Grevenmacher       | csoportmérkőzés (B. csoport) | Németország–Csehország                                               | 0 – 0    |
| 2006. május 11. | Josy Barthel Stadion, Luxemburg      | egyik elődöntő               | Német U17-es labdarúgó-válogatott– Orosz U17-es labdarúgó-válogatott | 0 – 1    |

A 2008-as U19-es labdarúgó-Európa-bajnokságon az UEFA JB bíróként alkalmazta.
| Időpont          | Helyszín                        | Mérkőzés típusa              | Mérkőzés                                                            | Eredmény |
| ---------------- | ------------------------------- | ---------------------------- | ------------------------------------------------------------------- | -------- |
| 2008. július 14. | Štruncovy Sady Stadion, Plzeň   | csoportmérkőzés (A. csoport) | Németország–Spanyolország                                           | 2 – 1    |
| 2008. július 20. | Městský Stadion, Mladá Boleslav | csoportmérkőzés (B. csoport) | Olaszország–Csehország                                              | 4 – 3    |
| 2008. július 26. | Střelnice Stadion, Jablonec     | döntő                        | Német U19-es labdarúgó-válogatott–Olasz U19-es labdarúgó-válogatott | 3 – 1    |

A 2008-as labdarúgó-Európa-bajnokságon, a 2012-es labdarúgó-Európa-bajnokságon, valamint a 2016-os labdarúgó-Európa-bajnokságon az UEFA JB játékvezetőként foglalkoztatta.
| Időpont             | Helyszín                          | Mérkőzés típusa                     | Mérkőzés                                                 | Eredmény | Nézők száma |
| ------------------- | --------------------------------- | ----------------------------------- | -------------------------------------------------------- | -------- | ----------- |
| 2007. november 17.  | Comunal Stadion, Andorra la Vella | (2008 eb) előselejtező (E. csoport) | Andorra–Észtország                                       | 1–1      | 200         |
| 2010. szeptember 3. | Francia Stadion, Saint-Denis      | (2012 eb) előselejtező (D. csoport) | Franciaország–Fehéroroszország                           | 0 – 1    | 76 395      |
| 2011. március 26.   | Vasil Levski Stadion, Szófia      | (2012 eb) előselejtező (G. csoport) | Bulgária–Svájc                                           | 0 – 0    | 17 000      |
| 2011. október 11.   | Ullevaal Stadion, Oslo            | (2012 eb) előselejtező (H. csoport) | Norvég labdarúgó-válogatott–Ciprus                       | 3 – 1    | 13 490      |
| 2014. október 11.   | Nemzeti Stadion, Bukarest         | (2016 eb) előselejtező (F. csoport) | Románia–Magyarország                                     | 1 – 1    | 52 000      |
| 2014. november 15.  | Központi Stadion, Podgorica       | (2016 eb) előselejtező (G. csoport) | Montenegró–Svéd labdarúgó-válogatott                     | 1 – 1    | 10 538      |
| 2015. június 12.    | Laugardalsvöllur, Reykjavík       | (2016 eb) előselejtező (A. csoport) | Izland–Csehország                                        | 2 – 1    | 9767        |
| 2015. szeptember 4. | Parken Stadion, Koppenhága        | (2016 eb) előselejtező (I. csoport) | Dánia–Albán labdarúgó-válogatott                         | 0 – 0    | 35 648      |
| 2015. október 10.   | Nemzeti Stadion, Baku             | (2016 eb) előselejtező (H. csoport) | Azeri labdarúgó-válogatott–Olaszország                   | 1 – 3    | 48 000      |
| 2016. június 15.    | Stade Vélodrome, Marseille        | csoportmérkőzés (A. csoport)        | Francian labdarúgó-válogatott–Albán labdarúgó-válogatott | 2 – 0    | 63 670      |
| 2016. június 21.    | Stade Bollaert-Delelis, Lens      | csoportmérkőzés (D. csoport)        | Cseh labdarúgó-válogatott–Törökország                    | 0 – 2    | 32 836      |

Az UEFA JB küldésére vezette a 2015-ös UEFA-szuperkupa döntőt.
| Időpont             | Helyszín               | Mérkőzés típusa | Mérkőzés                | Eredmény | Nézők száma |
| ------------------- | ---------------------- | --------------- | ----------------------- | -------- | ----------- |
| 2015. augusztus 11. | Dinamo Arena, Tbiliszi | döntő           | FC Barcelona–Sevilla FC | 5 – 4    | 51 490      |